# (400020) 2006 OA22
(400020) 2006 OA22 es un asteroide perteneciente al cinturón de asteroides, descubierto el 21 de julio de 2006 por el equipo del Mount Lemmon Survey desde el Observatorio del Monte Lemmon, Arizona, Estados Unidos.

## Designación y nombre
Designado provisionalmente como 2006 OA22.

## Características orbitales
2006 OA22 está situado a una distancia media del Sol de 2,651 ua, pudiendo alejarse hasta 3,373 ua y acercarse hasta 1,928 ua. Su excentricidad es 0,272 y la inclinación orbital 14,04 grados. Emplea 1576,75 días en completar una órbita alrededor del Sol.

## Características físicas
La magnitud absoluta de 2006 OA22 es 16,4.